# Chapuis-Dornier
Шапи-Дорније (фр. Chapuis-Dornier) је била француска компанија за производњу аутомобила и аутомобилских мотора..

## Историја компаније
Компанија "Шапи-Дорније" почела је производњу мотора за аутомобиле, а 1919. године и саме аутомобиле под својим именом, али већ 1921. године прекда производњу аутомобила, произвевши само неколико јединица. Надаље све до 1928. године наставља са производњом мотора за аутомобиле за низ аутомобилских компанија.

## Аутомобили
Између 1919. и 1921. године Шапи-Дорније приказује прототип свог аутомобила на изложбама у Паризу, опремљен са 3-литарским, четвороцилиндричним мотором, али то никада није резултирало серијској производњи.

## Испорука аутомобилских мотора
Шапи-Дорније је испоручивао своје моторе следећим компанијама:
| - Абле - А. С. - АС Пољска, (article) - Benjamin - B.N.C. (Bollack Netter and Co) - C.A.R. (Costruzioni Automobili Riuniti), (article) - Compagnie Générale des Voitures à Paris, (article) - Corre La Licorne - Делаж - Дерби, (article) - Doriot, Flandrin & Parant (D.F.P.) - Doriot-Flandrin - Dupressoir, (article) - Fabbrica Automobili Officine Trubetzkoy, (article) - Automobiles Favier, (article) - Fordinette (J. Depreux), (article) - Fox, (article) - G.A.R. (Verza Automobili), (article) | - G.A.R. (Gardahaut), (article) - Gobron - Gobron-Brillié - G.N.L. (Newey) - Gordon Newey - IENA - Индуко - Kevah (Kévah) - Газела, (article) - Le Gui, (article) - Le Roll, (article) - Louvet, (article) - Маду - Сосијете А. Маргерит - Marshall-Arter, (article) - Officine Meccanica Giuseppe Meldi, (article) - MS, (article) - Newey | - O.P., (article) - Patri, (article) - Rabœuf, (article) - Automobiles Rally - Reyrol, (article) - Sidéa, (article) - Società Automobili e Motori, (article) - Sénéchal, (article) - S.P.A.G., (article) - Speidel, (article) - S.U.P., (article) - TAM, (article) - Tic-Tac, (F. Dumoulin) (article) - Tuar, (Garage Moderne) (article) - Vaillant, (article) - Zévaco, (article) |